# 東京湾大華火祭
東京湾大華火祭（とうきょうわんだいはなびさい）は、東京湾大華火祭実行委員会と東京都中央区が主催、毎年夏に開催していた花火大会。1988年から2015年まで開催されていた。以降は休止状態となっていたが、2026年10月24日に開催することが発表された。
「東京湾大花火祭」は誤りであり、「花火」に「華火」と当て字を冠した「東京湾大華火祭」を正式名称としている。

## 歴史・概説
1988年8月13日に初開催。以後2015年までの毎年（1997年、2011年、2014年は中止。詳細は開催実績を参照）8月第2土曜日（年によっては第2日曜日。8月9日は開催不可）に行われ、全25回開催された。東京港の晴海ふ頭公園および晴海埠頭沖合台船から約12,000発の花火を打ち上げ、多くの来場者を魅了し、東京の夏の風物詩として親しまれ、隅田川花火大会や神宮外苑花火大会と並ぶ東京の代表的な花火大会のひとつでもあった。

### 開催の休止とその後
2015年8月、会場周辺が2020年の東京オリンピック・パラリンピックの選手村整備に伴い、この年の第27回を以て当面の間休止することを、翌2016年1月25日に中央区が発表した。
2018年のみ、事実上の後継ともいえる「東京花火大祭」（東京花火大祭制作委員会 主催）がお台場にて開催された。
なお、2021年の東京オリンピック・パラリンピック閉幕後、選手村エリア（かつての花火打ち上げ場所を含む）が大規模開発区域「HARUMI FLAG」として整備されることに加え、前年からの新型コロナウイルスの世界的流行が長期化した影響もあり、大会の復活については不透明な状況であった。
2026年に中央区区制施行80周年となり、その記念事業として11年ぶりの再開が発表された。

## 開催実績
| 回       | 実施日                       | 打ち上げ数 | 観覧者数 | 特記 |
| -------- | ---------------------------- | ---------- | -------- | --- |
| 1        | 1988年8月13日                | 10,546     | 20万人   | |
| 2        | 1989年8月12日                | 10,236     | 36万人   | 尺玉の打ち上げが始まる。 |
| 3        | 1990年8月11日                | 11,514     | 45万人   | |
| 4        | 1991年8月10日                | 9,664      | 52万人   | |
| 5        | 1992年8月8日                 | 12,060     | 48万人   | |
| 6        | 1993年8月14日                | 12,000     | 53万人   | |
| 7        | 1994年8月13日                | 11,880     | 53万人   | |
| 8        | 1995年8月12日                | 12,000     | 48万人   | 花火打ち上げ前に行われていたステージアトラクションが廃止された。                                                                                          |
| 9        | 1996年8月10日                | 12,000     | 55万人   | 仕掛け花火が廃止された。 |
| 10       | 1997年（8月8日）             | -          | -        | 強風のため中止。 |
| 11       | 1998年8月8日                 | 12,000     | 56万人   | |
| 12       | 1999年8月15日                | 12,000     | 51万人   | 初の日曜日開催（豪雨による順延）。 |
| 13       | 2000年8月12日                | 12,000     | 55万人   | |
| 14       | 2001年8月11日                | 12,000     | 57万人   | 尺五寸玉の打ち上げが始まる。 |
| 15       | 2002年8月10日                | 12,000     | 65万人   | |
| 16       | 2003年8月10日                | 13,000     | 72万人   | 今回限定で仕掛け花火が復活した。 |
| 17       | 2004年8月14日                | 12,000     | 71万人   | |
| 18       | 2005年8月13日                | 12,000     | 68万人   | |
| 19       | 2006年8月13日                | 12,000     | 61万人   | 日曜日開催（天候以外の理由による順延）。前日の降雨の影響で、花火が湿気により打ち上げ不可となった。                                                        |
| 20       | 2007年8月11日                | 12,000     | 71万人   | 20回記念として主催に朝日新聞社が加わった。 |
| 21       | 2008年8月10日                | 13,000     | 70万人   | 日曜日開催。これは本来開催日の第2土曜である8月9日が反ソ連デーと重複したため、日曜開催となった。 また、江戸開府400年記念として今回限定で仕掛け花火が復活。 |
| 22       | 2009年8月8日                 | 12,000     | 70万人   | 荒天の場合は中止、順延なし。これは上記と同じ理由だった。                                                                                                  |
| 23       | 2010年8月14日                | 12,000     | 70万人   | 荒天の場合は中止、順延なし。これは8月15日が全国戦没者追悼式開催のためであった。                                                                           |
| （中止） | 2011年（8月13日）            | -          | -        | 東日本大震災への配慮と、それに伴う電力不足で、安全面が確保できないなどの理由から中止。 なお、当初から開催中止のため、回数としてカウントされなかった。     |
| 24       | 2012年8月11日                | 12,000     | 65万人   | 第25回ではなく第24回として開催。 |
| 25       | 2013年8月10日                | 12,000     | 68万人   | |
| 26       | 2014年（8月10日）            | -          | -        | 日曜日開催の予定だったが、台風11号接近のため中止、順延なし。第2土曜でないのは、これも反ソデーによるものだった。                                           |
| 27       | 2015年8月8日 （第1期終了）   | 12,000     | 72万人   | 荒天の場合は中止、順延なし（中止となった前年と同様）。 |
| 28       | 2026年10月24日 （第2期開始） |            |          | 初の10月開催。 |

## 会場

### 主会場
- 晴海主会場、晴海第二会場（入場整理券必要）
- 晴海会場への入場整理券は毎年7月上旬から葉書とインターネットで募集開始していた。応募多数の場合は抽選となるが、当選は中央区在住者、中央区在勤者が優先されていた。これとは別枠で中央区民には入場券が配布された。

### 周辺会場
- 晴海個人協賛会場、ほっとプラザはるみ会場（個人協賛会場）、日の出会場（個人協賛会場）、豊洲第一会場（個人協賛会場）、水上エリア（標旗のある船）
  - 各会場とも入場制限があり、満員になり次第締め切りとなっていた。
  - ほっとプラザはるみ会場、日の出会場、豊洲会場は個人協賛者のための会場であり、2008年よりチケットぴあで有料観覧席のチケットが販売されていた。
- なお、豊海運動公園会場は入場自由だったが、2015年、小学校・幼稚園の改築工事に伴い廃止となった。

## 会場以外での観覧
東京港での打ち上げのため会場以外でも花火を見ることができたが、大規模な交通規制や立ち入り制限区域が設定されていた。特にお台場地区はフジテレビのイベント、東京ビッグサイトで開催されるコミックマーケットと重なる事が多く、混雑となることがしばしばあった。このため、2007年開催のコミックマーケット72以降は開催日を1週間ずらす措置が取られたが、2010年のコミックマーケット78、2012年のコミックマーケット82では再び日程が重なった。
主な交通規制、立ち入り制限区域
竹芝埠頭、日の出埠頭、芝浦埠頭、品川埠頭、お台場海浜公園周辺、有明、豊洲埠頭、勝どき、豊海
臨港道路（レインボーブリッジ）、湾岸アンダー

## 実施可否報知
当日実施の可否は天候により決定しており、当日荒天により実施不可の場合は中止となっていた（2008年までは当日荒天の場合は翌日順延→翌日も荒天の場合は中止だった）。可否報知はラジオ放送では文化放送で10時57分から、コミュニティFM局ではRADIO CITYで10時から毎正時前に報知していた。

## 交通手段
- 晴海会場へは、都営大江戸線勝どき駅・月島駅、有楽町線豊洲駅・月島駅、東京メトロ日比谷線築地駅・東銀座駅、都営浅草線東銀座駅など。
- 有楽町線豊洲駅から臨時シャトルバスが運行されていたが、2008年から東京駅発着に変更された。
- 水上バスは夕方から運休し、花火終了後に晴海から日の出方向の運行が再開される。
- ゆりかもめの新豊洲駅、市場前駅は制限区域内のため駅が閉鎖され、通過扱い（停車するものの、ドアが開かず乗降不可）となる。
- 2006年までは小田急多摩線（小田原線・千代田線経由）、東急田園都市線（半蔵門線経由）永田町駅乗換、東急東横線（東急目黒線・南北線経由）、埼玉高速鉄道線（南北線経由）、東武東上線、西武池袋線から有楽町線への臨時列車が運転された。これらの列車は、通常は営業列車が通らない千代田線霞ケ関駅 - 有楽町線桜田門間や市ケ谷駅構内の短絡線を経由していた。

## 中継放送

### テレビ
- 1988年 - 1998年までテレビ朝日系列で全国放送されていた（ただし、順延予備日は放送されなかった）が、同局は中継から撤退している（ただし、個人協賛には名を連ねている）[注釈 5]。
- 2009年・2010年のみCS放送フジテレビONEで中継放送されていた[注釈 3][注釈 6]。
  - 2009年の第22回大会は8月8日に『まる生2009 Presents 第22回東京湾大華火祭』と題して生中継された（18:50 - 20:50。後日リピート放送）。
  - 2010年の第23回大会は8月14日に『アイドリング!!!夏だ花火だ東京湾大華火ング』（18:40 - 20:50）と題して生中継された（当日深夜と翌朝にリピート放送あり）[5]。
- ケーブルテレビでは東京ケーブルネットワーク、東京ベイネットワークが中央エフエムと共同制作放送。

### ラジオ
中央エフエム（Racio City）で、毎年『Radio de 華火 - Racio City 東京湾大華火祭（西暦）完全実況生中継』と題して完全生中継で放送していた。

### インターネット
2010年以降（2011年・2014年は開催中止のため行われず）は中央エフエムの主催により、Ustreamで同局の生特番を花火映像を交え、全世界に向けて配信を行った。また、近隣在住の配信者による非公式なUstreamやニコニコ生放送による生中継も行われていた。